# Décimo Junio Novio Prisco Rufo
Décimo Junio Novio Prisco Rufo (en latín, Decimus Iunius Novius Priscus Rufus) fue un senador romano del siglo I que desarrolló su carrera entre los imperios de Nerón y Tito. 

## Carrera y matrimonio
Casado con Antonia Flacila, como consecuencia de la conjuración de Pisón del año 65 y de su amistad con Séneca, fue condenado a destierro perpetuo por Nerón.
Al producirse las diferentes rebeliones del año de los cuatro emperadores, se decantó por Vespasiano, quien lo nombró consul ordinarius en 78. Bajo el imperio de Tito, en 80, fue gobernador de la provincia de Germania Inferior.

## Descendencia
Su nieto fue Gayo Novio Prisco, consul suffectus en 152 bajo Antonino Pío.